# Michael Ihnow
Michael Ihnow (* 2. September 1969 in Ludwigsfelde) ist ein deutscher Schauspieler, Regisseur und Choreograph.

## Leben
Michael Ihnow  wurde im Alter von zehn Jahren  Schüler von Gret Palucca in Dresden. Es folgten Engagements als Solist an der Semperoper Dresden sowie der Komischen und Deutschen Oper in Berlin. 2004 erhielt er den Theaterpreis der Mitteldeutschen Zeitung.
2005 wurde  Ihnow als Artist in Residence an die Stiftung Bauhaus Dessau gerufen und produzierte dort für die historische Bauhausbühne seine interdisziplinäre Soloperformance In_Out_City. 2006 präsentierte er seine Arbeit A house is a house in der Peggy Guggenheim Collection in Venedig. Seine szenische Arbeit Oedipus:Phasenraum war 2007 in Berlin, Thun und Bern zu sehen. Für das Opernhaus Dortmund choreographierte er Carmen, Rigoletto und die Tangooper Maria de Buenos Aires.
Ihnow arbeitete 2008 mit Peter Stein an der Opéra National de Lyon zusammen, inszenierte Händels Römische Kantaten als Cantata Erotica und spielt auf Berliner Bühnen Theater. Darüber hinaus ist er für Film- und Fernsehproduktionen tätig.
Mit seinen Tangointerpretationen wurde Michael Ihnow nach Argentinien ins Teatro Argentino eingeladen. Mit Unterstützung der Argentinischen Botschaft gastierte er u. a. im Prager Reichstagspräsidentenpalais, an der Staatsoper Unter den Linden Berlin und im Jahr 2010 mit der Russische Kammerphilharmonie St. Petersburg in Moskau. 
Ihnow gastierte auf Festivals in Israel, Cuba, Italien, Lettland, Spanien, Holland und Nepal. Weitere Tourneen und Gastengagements führten ihn nach Österreich, Dänemark, Russland, Bulgarien, Polen, Norwegen, Kolumbien und in die Schweiz.

## Filmografie (Auswahl)
- 2006–2012: Siebenstein (TV-Serie)
- 2008: Feelings and Stuff (Kurzfilm)
- 2010: Lasko – Die Faust Gottes (TV-Serie, eine Folge)
- 2011: Die Zeit der Stille (TV-Film)
- 2011: Die Sterntaler (TV-Film)
- 2012: Die vierte Macht
- 2012: Mord in Ludwigslust (TV-Film)
- 2013: Die Unsrigen (Kurzfilm)
- 2013: Unsere Mütter, unsere Väter (zwei Folgen)
- 2015: Rettet Raffi!
- 2017: SOKO Wismar (eine Folge)
- 2017: SOKO Leipzig (eine Folge)
- 2017: Der namenlose Tag
- 2017: Bella Block: Stille Wasser
- 2017: So auf Erden
- 2018: Was uns nicht umbringt
- 2018: Die Diplomatin – Jagd durch Prag
- 2019: Die Diplomatin – Böses Spiel (TV-Krimi)
- 2019: Wendezeit
- 2019: Morden im Norden – Leonies letzter Abend (eine Folge)
- 2020: Dr. Hoffmann – Die russische Spende
- 2021: Die Diplomatin – Mord in St. Petersburg
- 2021: Blackout (Miniserie, eine Folge)
- 2021: Nix Festes (Fernsehserie, eine Folge)
- 2021: Wir Kinder vom Bahnhof Zoo
- 2021: ELDORADO KaDeWe
- 2022: Strafe – nach Ferdinand von Schirach – Die Schöffin
- 2023: Das Boot (zwei Folgen)
- 2024: Achtsam Morden (Netflix-Serie)

## Theaterrollen (Auswahl)
- 2008: Theater-Bites La Luz Berlin, Regie: Veronika Nowag-Jones
- 2008: Cantata Erotica I Confidenti Potsdam, Regie: M. Ihnow
- 2008: Loriot die 2. Berliner Scala, Regie: W. Wittig, S. Meli
- 2009: L’amour fou!? Die geliebte Stimme nach Jean Cocteau, Lokhalle Berlin, Regie: Mia Kaspari
- 2009: Das Familienfest nach Rainer Maria Rilke, Tiyatrom Berlin, Regie: El Erthbourne
- 2009: Don Juan kommt aus dem Krieg von Ödön von Horváth, BAT Berlin, Regie: Caroline Hofmann
- 2010: Viel Lärm um Nüscht! nach William Shakespeare, Berliner Taschenoper, Regie: Paul Burian
- 2010: Dubliners nach James Joyce, teNTheater Berlin, Regie: Niksa Eterovic
- 2011: Don Quichotte Theater Magdeburg, Regie: Gonzalo Galguera
- 2012: Effi Briest Vagantenbühne Berlin, Regie: Reiner Behrendt
- 2014: Hello Igor Strawinsky Philharmonie Luxemburg, Regie: Heike Hanefeld
- 2014: Betulia liberata Hans Otto Theater Potsdam, Regie: Jakob Peters-Messer
- 2015: Eine Weihnachtsgeschichte nach Charles Dickens, Theater am Kurfürstendamm Berlin, Regie: M. Ihnow
- 2016: Die Sache Makropulos, Deutsche Oper Berlin, Regie: David Hermann
- 2021: Piazzollas Tango, T-Werk Potsdam, Regie: Michael Ihnow

## Preise
- 2004: Theaterpreis der Mitteldeutschen Zeitung
- 2011: Best of FestAward, Chicago International Children’s Film Festival
- 2015: Publikumspreis, Filmfestival Offenburg
- 2019: Spotlight Film Award